# Pernille Stenkil Hansen
Pernille Stenkil Hansen (født 5. januar 1976) er en dansk tidligere håndboldspiller. Hun deltog i VM i 1999 og VM i 2001, samt EM i 2000.
Hun debuterede for det danske landshold d. 10. november 1999 mod Holland i opløbet til VM i 1999.
Hun var dog ikke med til OL 2000, da Karen Brødsgaard blev foretrukket. Ligeledes var hun ikke oprindligt udtaget til EM i 2000, men da Brødsgaard blev skadet, fik Hansen pladsen.
I 2001 skiftede hun fra GOG til KIF Kolding, da hun skulle studere på Syddansk Universitet. Hun havde netop færdiggjort en læreruddannelse på Skårup Seminarium.
Hun indstillede karrieren i 2005 på grund af en knæskade.
Efter sin tid som håndboldspiller har hun arbejdet som specialkonsulent i e-læring på Syddansk Universitet. Desuden har hun været frivillig håndboldtræner.